# Takeuchi Ryo
Takeuchi Ryo (竹内 涼, sinh ngày 8 tháng 3 năm 1991) là một cầu thủ bóng đá người Nhật Bản.

## Thống kê câu lạc bộ
Cập nhật đến ngày 23 tháng 2 năm 2016.
| Thành tích câu lạc bộ | Thành tích câu lạc bộ | Thành tích câu lạc bộ | Giải vô địch | Giải vô địch | Cúp                   | Cúp                   | Cúp Liên đoàn | Cúp Liên đoàn | Tổng cộng | Tổng cộng |
| Mùa giải              | Câu lạc bộ            | Giải vô địch          | Số trận      | Bàn thắng    | Số trận               | Bàn thắng             | Số trận       | Bàn thắng     | Số trận   | Bàn thắng |
| Nhật Bản              | Nhật Bản              | Nhật Bản              | Giải vô địch | Giải vô địch | Cúp Hoàng đế Nhật Bản | Cúp Hoàng đế Nhật Bản | J. League Cup | J. League Cup | Tổng cộng | Tổng cộng |
| --------------------- | --------------------- | --------------------- | ------------ | ------------ | --------------------- | --------------------- | ------------- | ------------- | --------- | --------- |
| 2009                  | Shimizu S-Pulse       | J1 League             | 0            | 0            | 0                     | 0                     | 0             | 0             | 0         | 0         |
| 2010                  | Shimizu S-Pulse       | J1 League             | 0            | 0            | 0                     | 0                     | 0             | 0             | 0         | 0         |
| 2011                  | Shimizu S-Pulse       | J1 League             | 1            | 0            | 2                     | 1                     | 0             | 0             | 3         | 1         |
| 2012                  | Giravanz Kitakyushu   | J2 League             | 30           | 3            | 1                     | 0                     | -             | -             | 31        | 3         |
| 2013                  | Shimizu S-Pulse       | J1 League             | 26           | 0            | 3                     | 0                     | 4             | 0             | 33        | 0         |
| 2014                  | Shimizu S-Pulse       | J1 League             | 18           | 0            | 0                     | 0                     | 6             | 0             | 24        | 0         |
| 2015                  | Shimizu S-Pulse       | J1 League             | 19           | 0            | 1                     | 0                     | 5             | 0             | 25        | 0         |
| Tổng                  | Tổng                  | Tổng                  | 94           | 3            | 7                     | 1                     | 15            | 0             | 116       | 4         |